# Pseudotrochalus seriatipennis
Pseudotrochalus seriatipennis är en skalbaggsart som beskrevs av Moser 1924. Pseudotrochalus seriatipennis ingår i släktet Pseudotrochalus och familjen Melolonthidae. Inga underarter finns listade i Catalogue of Life.